# تشارلز فانينج
تشارلز فانينج (بالإنجليزية: Charles Fanning) هو مؤرخ أمريكي، ولد في 11 نوفمبر 1942.